# Hrvat SAM
Hrvat S.A.M. je društvo gradišćanskohrvatskih jačkarov iz Austrije, Ugarske i Slovačke. To je prikgranično udruženje. Kratica S.A.M. stoji za Slovačka - Austrija - Madjarska. Društvo su utemeljili na inicijativu biškupa Željezna, Egidije Živkovića.  Društvo kani biti već nego daljnje društvo za obdržanje gradišćanskohrvatskoga jezika i kulture u Austriji, Ugarskoj i Slovačkoj te i prik zemaljskih granic aktivno pridonesti razvijanju jakoga kulturnoga identiteta u skupnoj Europi. Sidišće društva s pravnim statusom i štatuti je u biškupiji u Željeznu. Prva predsjednica društva „Hrvat S.A.M.“ je Barbara Karlić iz Trajštofa.